# Aphodius anomalus
Aphodius anomalus là một loài bọ cánh cứng trong họ Scarabaeidae. Loài này được Harold miêu tả khoa học năm 1874.